# The Road of Bones
Albums de IQ
Frequency
(2009)
The Road of Bones est un album studio du groupe IQ lancé en 2014.

## Pistes
« They'll never give alternatives the longer you live without it
It's all about what you learn to hate »

— IQ, From the Outside In
Toutes les paroles sont écrites par Peter Nicholls (en), toute la musique est composée par IQ.
| 1. | From the Outside In | 7:25  |
| 2. | The Road of Bones   | 8:32  |
| 3. | Without Walls       | 19:15 |
| 4. | Ocean               | 5:43  |
| 5. | Until the End       | 12:00 |

| 1. | Knucklehead        | 8:11  |
| 2. | 1312 Overture      | 4:18  |
| 3. | Constellations     | 12:25 |
| 4. | Fall and Rise      | 7:10  |
| 5. | Ten Million Demons | 6:10  |
| 6. | Hardcore           | 10:53 |

| 1. | From the Outside In (First Studio Run Through) | 7:25  |
| 2. | The Road of Bones (First Studio Run Through)   | 8:36  |
| 3. | Ocean (Piano / Vocal Version)                  | 5:53  |
| 4. | The Slender Sky                                | 13:56 |
| 5. | McDozenStrings                                 | 4:08  |
| 6. | Without Walls (Live Medley)                    | 12:45 |
| 7. | From the Outside In (Live)                     | 7:51  |

## Artisans
- Peter Nicholls (en) – Voix
- Neil Durant – clavier
- Mike Holmes – guitares
- Tim Esau – guitare basse
- Paul Cook – percussions